# Portal Tomb von Ballybrittas
Koordinaten: 52° 25′ 42,9″ N, 6° 38′ 11″ W

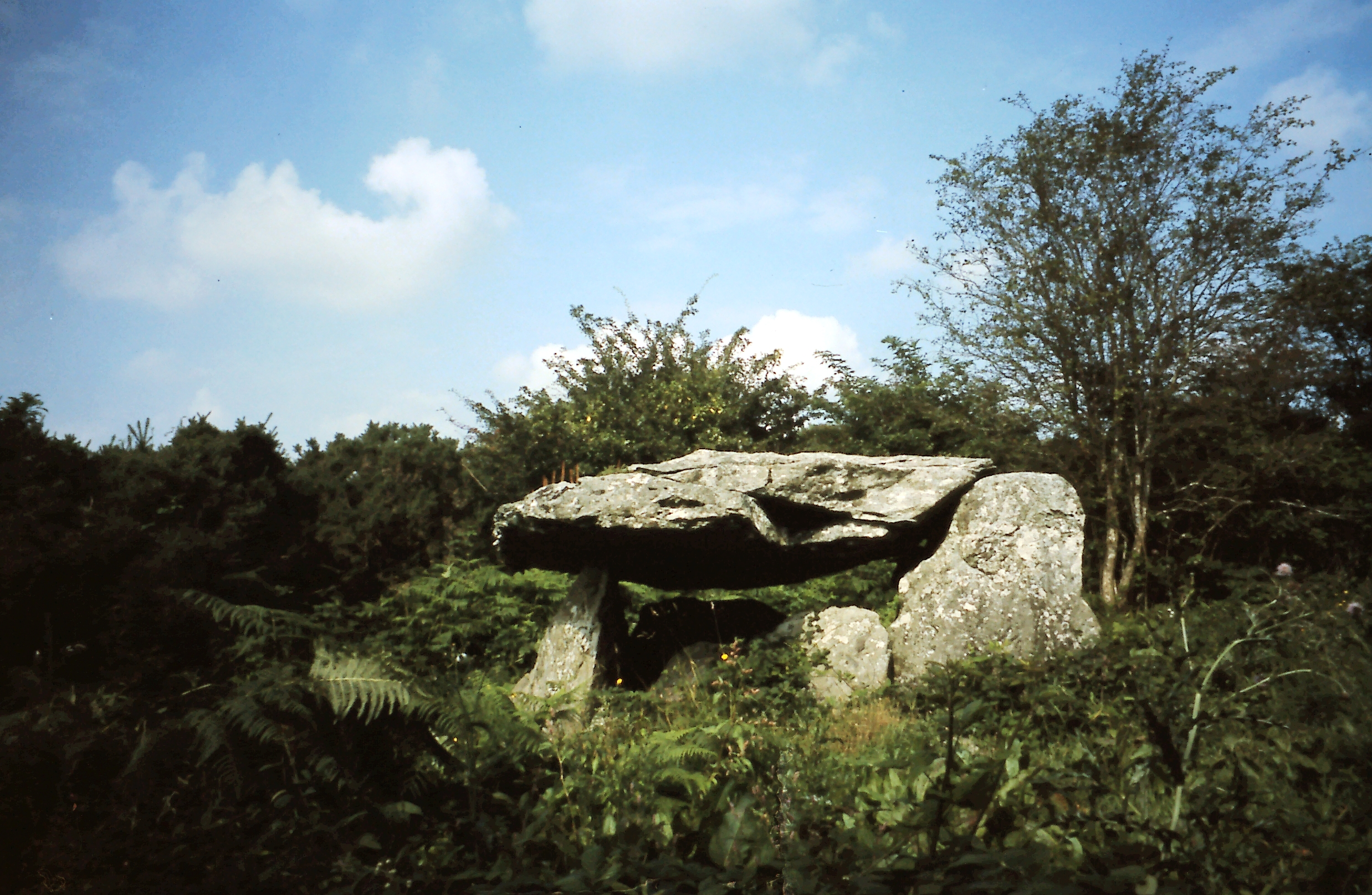
Ballybrittas

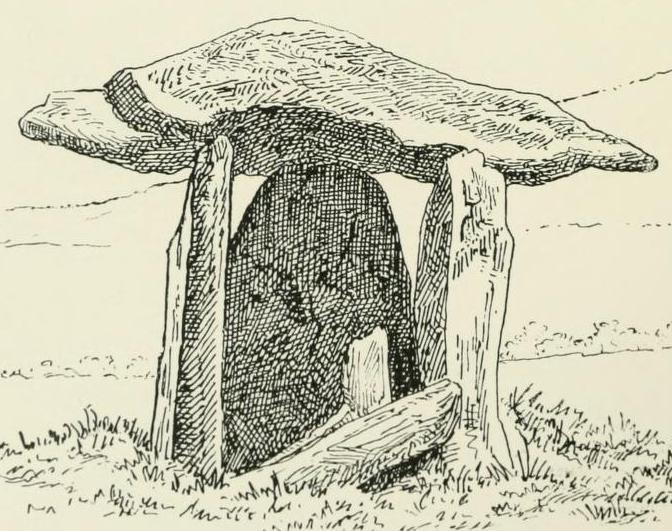
Ballybrittas oder Bree Hill

Das Portal Tomb von Ballybrittas (irisch Baile an Bhriotáis) liegt bei Bree, 4,6 Kilometer südwestlich von Enniscorthy und 300 m nördlich der R127 (Straße) im County Wexford in Irland. 
Nicht zu verwechseln mit dem Ort „Ballybrittas“ im County Laois. 
Als Portal Tombs werden Megalithanlagen in Irland und Großbritannien bezeichnet, bei denen zwei gleich hohe, aufrecht stehende Steine mit einem Türstein dazwischen, die Vorderseite einer Kammer bilden, die meist mit einem zum Teil gewaltigen Deckstein bedeckt ist.
Die Megalithanlage ist eine von lediglich zwei erhaltenen Anlagen dieser Bauart (die andere liegt zusammengebrochen in „New Bawn“) im County Wexford, das arm an Megalithanlagen ist. Sie hat einen Deckstein mit einer Fläche von 3,6 m², der an der Frontseite auf den 1,8 m hohen Portalsteinen ruht. Der große Innenraum wird durch eine halbhohe zerbrochene, etwa noch einen Meter hohe Türplatte teilweise verschlossen.